# آبادان (پولادان)
آبادان (به فارسی تاجیکی: Ободон (Abodon)) یک روستا در بخش روستایی پولادان در ناحیه کان بادام است. از آبادان تا مرکز بخش ۳ کیلومتر، و تا مرکز شهرستان ۵ کیلومتر است. جمعیت این روستا ۱۰۵۶ نفر (۲۰۱۷) است.